# Liste des barrières de Paris

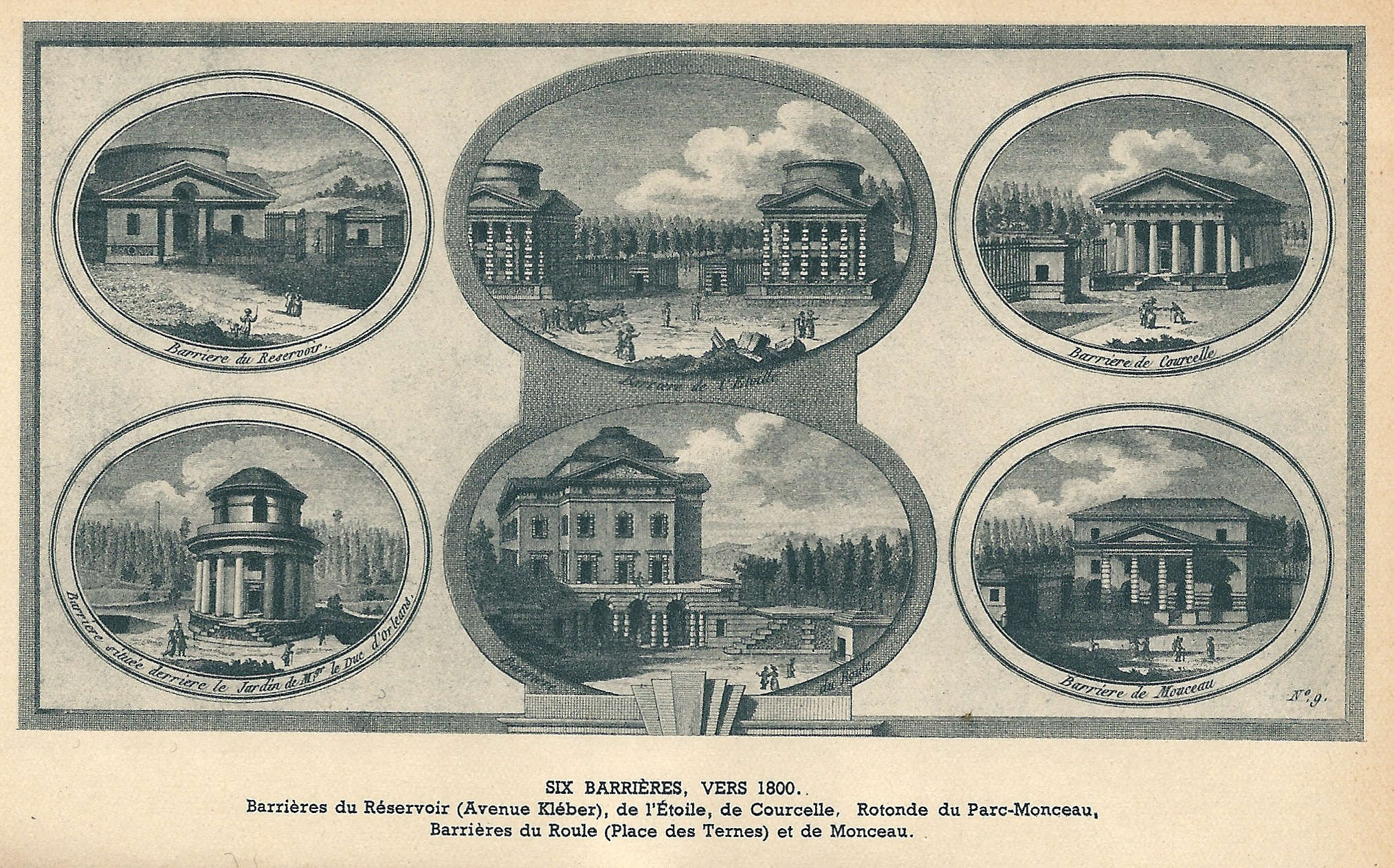
Six barrières de Paris vers 1800-1802.

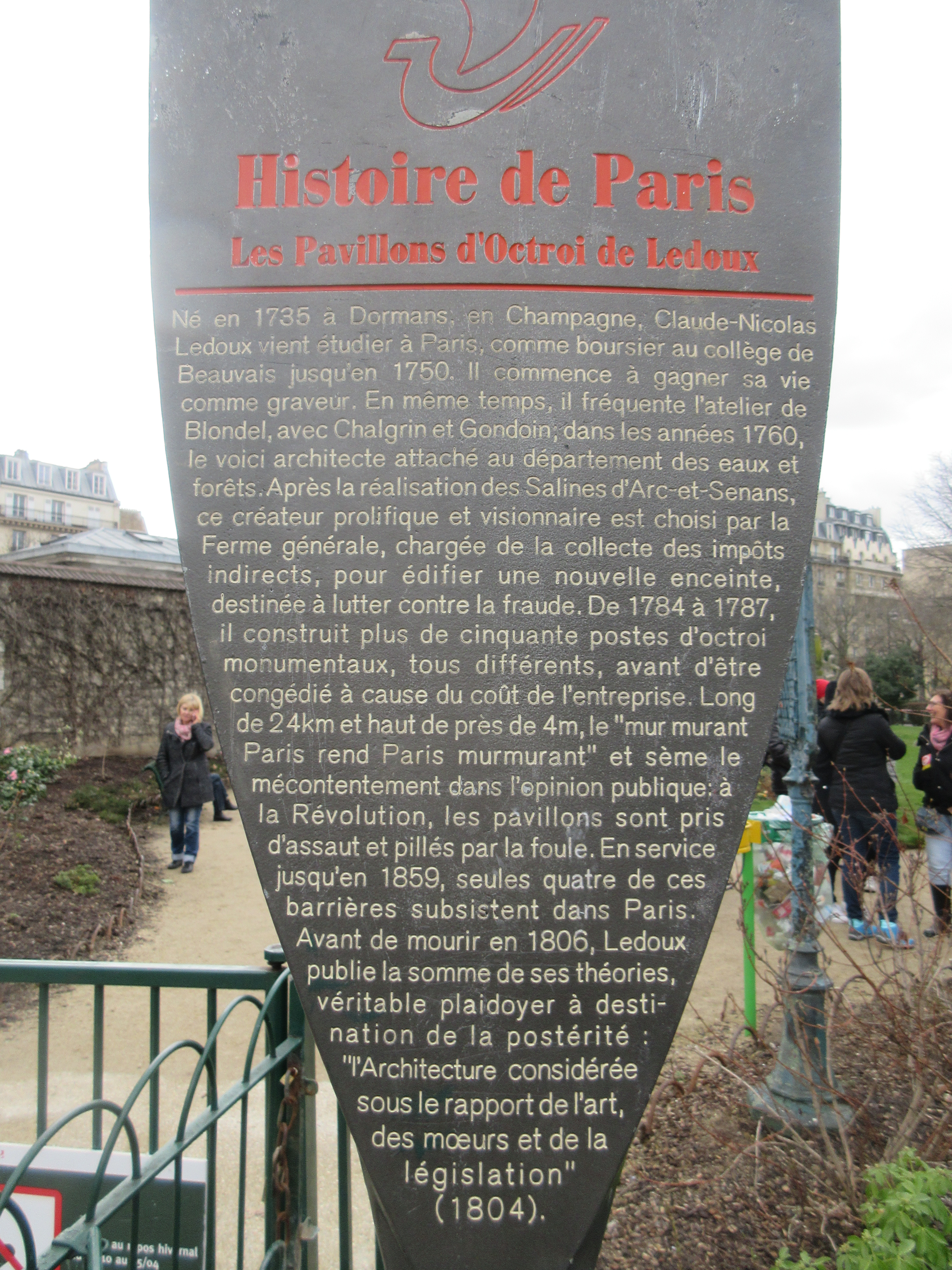
Panneau Histoire de Paris.

Les barrières de Paris sont de trois sortes :
- les 57 barrières à la limite, fixée en 1674 et modifiée en 1724, au-delà de laquelle il était interdit de bâtir. Elles correspondaient en partie à la limite fiscale et comprenaient 53 barrières par terre et 4 barrières par eau, ou pataches.

Contrairement à celles du mur des Fermiers généraux, les barrières par terre étaient, pour la plupart de modestes installations en planches, quelques-unes avec des grilles de fer. Elles étaient situées à la limite des dernières constructions des faubourgs, un peu en arrière de la future enceinte des Fermiers généraux,.
- les barrières d'octroi du mur des Fermiers généraux ;
- les 23 barrières de l'enceinte de Thiers (1841-1845).

## Barrières sur les limites antérieures à l'enceinte des Fermiers généraux

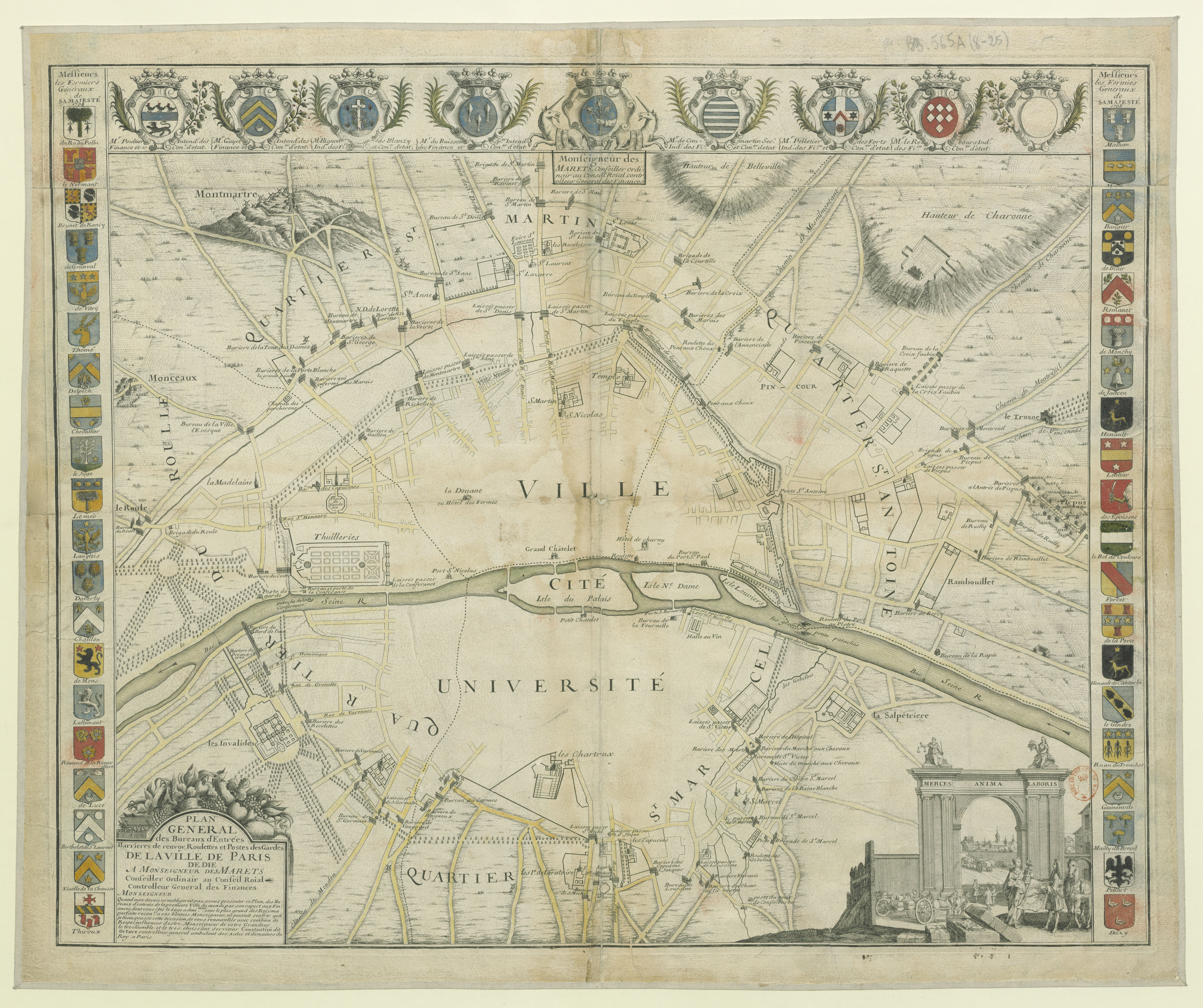
Barrières d'octroi en 1708.

### Barrières par terre
La liste des barrières par terre est la suivante, avec indication entre guillemets de leur emplacement indiqué par Alfred Delvau (1865) :
1. Barrière des Anglaises, « derrière le couvent des Anglaises, au faubourg Saint-Marceau »
2. Barrière d'Antin, « à l'extrémité de la Chaussée d'Antin »
3. Barrière de Bercy, « à l'extrémité de la rue de Bercy »
4. Barrière Blanche, « près de la rue Saint-Lazare »
5. Barrière des Carmes, « à l'extrémité de la rue de Vaugirard, - qui n'allait pas alors aussi loin qu'aujourd'hui ».
6. Barrière de Chaillot, « du côté du Roule »
7. Barrière des Champs-Élysées, « à la grille même »
8. Barrière de Charonne, « à l'extrémité de la rue du même nom », également nommée « barrière de Fontarabie »,
9. Barrière des Chartreux, « à la hauteur de la rue de la Bourbe, - aujourd'hui rue de Port-Royal »
10. Barrière de Clamart, « à la croix de Clamart, près du marché aux chevaux »
11. Barrière de Clichy, « à l'extrémité de la rue de Courcelles »
12. Barrière de la Conférence, « à l'extrémité du Cours-la-Reine »
13. Barrière de la Courtille ou barrière de Belleville, « à l'extrémité de la rue du Faubourg-du-Temple, - qui s'arrêtait alors à la hauteur du canal »
14. Barrière de la Croix-Faubin, « dans le faubourg Saint-Antoine »
15. Barrière de la Folie-Regnault, « dans le faubourg Saint-Antoine »
16. Barrière des Gobelins, « devant l'établissement des Gobelins »
17. Barrière de Grenelle, « à l'extrémité de la rue de Grenelle »
18. Barrière de l'Hôpital, « à la hauteur de la Salpêtrière »
19. Barrière du Jardin-du-Roi, « à l'extrémité de la rue du Jardin-du-Roi, à peu près à la hauteur de la rue du Fer-à-Moulin »
20. Barrière de Lourcine, « vers le milieu de la rue de Lourcine »
21. Barrière du marché aux chevaux, « vers le milieu de la rue Poliveau »
22. Barrière de Ménimontant, à l’emplacement du terre-plein central du carrefour des boulevards de Belleville et Ménilmontant[4]
23. Barrière de Montmartre, « à l'extrémité de la rue du faubourg Montmartre »
24. Barrière de Montreuil, « à l'extrémité de la rue de Montreuil », - qui n'allait pas alors aussi loin qu'aujourd'hui »
25. Barrière de Monceau, « à l'extrémité de la rue du faubourg Monceau »
26. Barrière Notre-Dame-des-Champs, « à l'extrémité de la rue Notre-Dame-des-Champs »
27. Barrière de Picpus, « à l'extrémité de la rue du faubourg Saint-Antoine »
28. Barrière Plumet, « à l'extrémité de la rue de Babylone »
29. Barrière de la Pologne, « à l'extrémité de la Chaussée-d'Antin et de la rue Saint-Lazare »
30. Barrière des Porcherons, « à l'extrémité de la rue des Porcherons, près de celle des Martyrs »
31. Barrière des Poules, « à l'extrémité de la rue de Charenton »
32. Barrière de la Rapée, « au bout des fossés de la Bastille »
33. Barrière de Reuilly, « à l'extrémité de la rue de Reuilly »
34. Barrière La Rochefoucauld, « à la Nouvelle France »
35. Barrière de la Roulette, « à l'extrémité de la rue des Brodeurs »
36. Barrière du Roule, « à l'extrémité de la rue du Faubourg-du-Roule, - qui n'allait pas alors aussi loin qu'aujourd'hui »
37. Barrière Saint-Antoine, « à l'entrée du faubourg Saint-Antoine »
38. Barrière Saint-Bernard, « à l'extrémité du quai Saint-Bernard »
39. Barrière Saint-Denis, « à l'extrémité de la rue du faubourg Saint-Denis, - qui n'allait pas alors aussi loin qu'aujourd'hui ».
40. Barrière Saint-Dominique, « à l'extrémité de la rue Saint-Dominique »
41. Barrière Saint-Germain, « derrière le palais Bourbon, près de l'Esplanade des Invalides »
42. Barrière Saint-Honoré, « à l'extrémité de la rue du faubourg Saint-Honoré, - qui n'allait pas alors aussi loin qu'aujourd'hui »
43. Barrière Saint-Jacques, « à l'extrémité du faubourg Saint-Jacques, - qui finissait alors à l'endroit où il commence aujourd'hui »
44. Barrière Saint-Laurent, « à l'extrémité de la rue Saint-Laurent »
45. Barrière Saint-Lazare, « à l'extrémité de la rue Saint-Lazare »
46. Barrière Saint-Marcel, « à l'extrémité de la rue des Fossés-Saint-Marcel »
47. Barrière Saint-Martin, « à l'extrémité de la rue du faubourg Saint-Martin, - qui n'allait pas alors aussi loin qu'aujourd'hui »
48. Barrière Saint-Michel, « à l'extrémité du faubourg Saint-Michel »
49. Barrière Sainte-Anne, «au croisement de la rue Sainte-Anne, actuelle rue du Faubourg-Poissonnière, de la rue de Paradis et de la rue d'Enfer (actuelle rue Bleue) »
50. Barrière de Sève, « à l'extrémité de la rue de Sève, - aujourd'hui rue de Sèvres »
51. Barrière du Temple, « à l'entrée de la rue du Faubourg-du-Temple »
52. Barrière de Varenne, « à l'extrémité de la rue de Varenne »
53. Barrière de Vaugirard, « à l'extrémité de la rue des Vieilles-Tuileries, près du boulevard »
54. Barrière de la Ville-l'Évêque, « à l’extrémité de la rue de l'Arcade, dans le faubourg Saint-Honoré »

### Barrières par eau, ou pataches
La liste des barrières par eau, ou pataches, est la suivante :
1. Barrière du port de la Conférence, située vis-à-vis des Invalides
2. Barrière de la Rapée
3. Barrière du port Saint-Paul
4. Barrière du port Saint-Nicolas

## Barrières du mur des Fermiers généraux

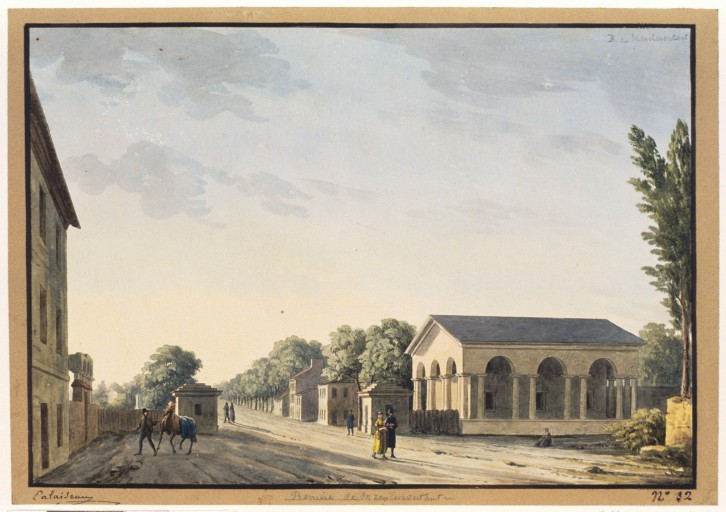
La barrière de Ménilmontant.

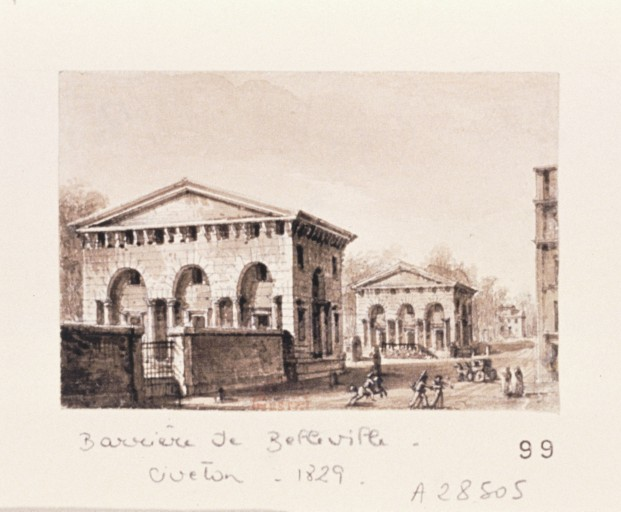
La barrière de Belleville par Christophe Civeton.

La liste des barrières est présentée dans le tableau ci-après.

### Présentation du tableau
Dans la colonne de gauche du tableau, les numéros des barrières correspondent à leur place le long du tracé du mur, en partant du numéro 1 pour la barrière de la Gare, en tournant dans le sens E-S-O-N-E, et en arrivant au numéro 55 de la barrière de la Rapée. Cette numérotation est celle donnée par Hillairet, complétée par l'intercalation de numéros bis et ter pour les barrières aménagées après la Révolution : le numéro 32 bis pour une barrière présente sur un plan de 1808, et 8 autres numéros pour des barrières ouvertes entre 1820 et 1854 : 9 bis, 16 bis, 19 bis, 19 ter, 20 bis, 27 bis, 37 bis, 45 bis.
Le nombre de barrières a légèrement évolué entre la construction initiale du mur (achevée en 1788) et sa démolition quasi complète (en 1860), avec des démolitions, des ouvertures et des constructions intermédiaires : 54 barrières furent édifiées en 1784, 8 ont fermé entre 1818 et 1855, 1 fut ouverte en 1790 et 9 entre 1820 et 1854. Trois barrières (numéros 1, 3 et 55) eurent deux positions successives, notées (1) et (2).
En 1819, on rattacha à Paris une zone, comprise entre le quai d'Austerlitz et la place d'Italie, englobant l'abattoir de Villejuif, l'hôpital de la Salpêtrière et un hameau composé de guinguettes situé hors de la barrière des Deux-Moulins portait le nom de cette barrière qui s'appela Austerlitz, en 1806. Ce changement de tracé du mur fait qu'il y eut successivement deux barrières de la Gare, ainsi que deux barrières d'Ivry.
47 barrières furent munies de bâtiments construits entre 1784 et 1790 par Claude-Nicolas Ledoux. Ces bâtiments, de formes et de tailles variées, sont souvent désignés sous le terme de pavillons — ou sous celui de propylées, utilisé par Ledoux lui-même —, mais il est usuel d'assimiler ces pavillons aux barrières où ils ont été construits, en les appelant eux-mêmes « barrières ». Dans le tableau, la présence des bâtiments de Ledoux est signalée par ses initiales « CNL ». Il en reste aujourd'hui six, situés aux barrières suivantes :
- barrière de Chartres, située à l'entrée du parc Monceau, avec la rotonde du parc Monceau ;
- barrière Saint-Martin, située place de la Bataille-de-Stalingrad, avec la rotonde de la Villette ;
- barrière du Trône, située près de la place de la Nation, avec 2 bâtiments ;
- barrière d'Enfer, située près de la place Denfert-Rochereau, avec aussi 2 bâtiments.

### Tableau
| n°     | Nom de la barrière                    | Dates                                                                                      | Commentaires | Emplacement |
| ------ | ------------------------------------- | ------------------------------------------------------------------------------------------ | --- | --- |
|        | Le tracé du mur des Fermiers généraux | • Bâtiments (C) construction (D) démolition • Octroi (S) mise en serv. (H) mise hors serv. | Noms divers CNL (propylées de C.N. Ledoux) nombre d'employés (an VII) prévus par Poyet Dessins, avec liens externes vers Gallica | • 1810-1836 (cadastre par îlot) • 1865 (entre guillemets, texte d'A. Delvau) • Auj. (2012) |
| 1 (1)  | Barrière de la Gare (1)               | (C) : 1784-85 (S) : 1785 (H) : 1819                                                        | CNL (1/47) : un bâtiment. Nombre d'employés (an VII) : 3 | Rive gauche Premier tracé du mur (jusqu'en 1819) Sur le quai d'Austerlitz (no 23-23 bis). |
| 1 (2)  | Barrière de la Gare (2)               | (C) : avant 1819 (S) : 1819                                                                | Type : 2 pavillons « dans le goût de ceux de Ledoux » Nombre d'employés (an VII) : sans objet Dessin Palaiseau ci-contre : no 48/48, 1819 Description par Alfred Delvau, 1865 | Rive gauche Deuxième tracé du mur (à partir de 1819) À l'extrémité du quai d'Austerlitz, au niveau du pont de Bercy À élucider : dessin Palaiseau = gare (1) ou gare (2) ?                                                                                   |
| 2      | Barrière des Deux-Moulins             | (C) : 1784-85 (S) : 1785 (H) : 1819                                                        | Noms successifs : 1. barrière de l'Hôpital, 2. barrière des Deux-Moulins (révolution) Autre nom : b. du chemin de la Voirie, b. de la Voirie et barrière de Clamart. Nombre d'employés (an VII) : 2 Description par Alfred Delvau, 1865 | Rive gauche Premier tracé du mur (jusqu'en 1819) Auj. : boulevard de l'Hôpital, face à la rue Duméril (nos pairs) |
| 3 (1)  | Barrière d'Ivry (1)                   | (C) : 1784-85 (S) : 1785 (H) : 1819                                                        | Aucun monument Nombre d'employés (an VII) : 2 | Rive gauche Premier tracé du mur (jusqu'en 1819) Auj. : boulevard de l'Hôpital, angle sud de la rue Édouard-Manet |
| 3 (2)  | Barrière d'Ivry (2)                   | (C) : 1819                                                                                 | 2 petits pavillons Nombre d'employés (an VII) : sans objet | Rive gauche Deuxième tracé du mur tracé du mur (à partir 1819) Auj. : boulevard Vincent-Auriol, niveau rue Nationale |
| 4      | Barrière d'Italie                     | (C) : 1784-85 (S) : 1785 (H) : après 1859 (D) : 1877                                       | Noms successifs : 1. barrière de Fontainebleau, 2. barrière d'Italie (1796-1815), 3. barrière Mouffetard Autres noms : b. des Gobelins, b. de Choisy. CNL (2/47) : deux corps de bâtiment placés en regard et ornés de cinq arcades de face avec colonnes. Nombre d'employés (an VII) : 6 C'est par cette porte que, de retour de son exil à l'île d'Elbe, Napoléon entra dans Paris le 20 mars 1815. Dessins : Misbach, 1797, Palaiseau (no 47/48), 1819 Description par Alfred Delvau, 1865 | Rive gauche Auj. : Place d'Italie |
| 5      | Barrière de Croulebarbe               | (C) : 1784-85 (S) : 1785                                                                   | Nombre d'employés (an VII) : 0 Aucun monument (1836) Dessin : Leymonnerye, 1860 Signalée en 1853 comme « ayant été murée » Description par Alfred Delvau, 1865 | Rive gauche 1865 : « Vers le milieu du bd des Gobelins, là où la Bièvre entre dans Paris ». Auj. : boulevard Auguste-Blanqui, niveau rue Barrault |
| 6      | Barrière de la Glacière               | (C) : 1784-85 (S) : 1785                                                                   | Noms successifs : 1. barrière de la Glacière 2. barrière de l'Ourcine (révolution) Autre nom : barrière de Gentilly Autre orthographe : Lourcine, Loursine CNL (3/47) : un bâtiment à deux péristyles de quatre colonnes chacun. Nombre d'employés (an VII) : 2 Dessin : Palaiseau (no 46/48), 1819 Description par Alfred Delvau, 1865 | Rive gauche Auj. : boulevard Auguste-Blanqui, niveau rue de la Glacière |
| 7      | Barrière de la Santé                  | (C) : 1784-85 (S) : 1785                                                                   | Aucun bâtiment avant 1788. Nombre d'employés (an VII) : 2 Un petit bâtiment (1836) Dessin : Misbach, 1797 Description par Alfred Delvau, 1865 | Rive gauche Auj. : boulevard Auguste-Blanqui, niveau rue de la Santé |
| 8      | Barrière Saint-Jacques                | (C) : 1784-85 (S) : 1785                                                                   | Noms successifs : 1. barrière Saint-Jacques 2. barrière d'Arcueil (révolution) Autre nom : b. de la Fosse-aux-Lions CNL (4/47), bâtiment à huit arcades et à deux frontons. Nombre d'employés (an VII) : 2 Dessin : Palaiseau (no 45/48), 1819 Description par Alfred Delvau, 1865 | Rive gauche Auj. : boulevard Saint-Jacques, niveau rue du Faubourg-Saint-Jacques |
| 9      | Barrière d'Enfer                      | (C) : 1784-85 (S) : 1785 Existe auj.                                                       | Noms successifs 1. barrière d'Enfer 2. barrière de l'Égalité (révolution) Autre nom : b. d'Orléans CNL (5/47) : deux grands pavillons, ornés de frises représentant des danseuses. Nombre d'employés (an VII) : 6 Dessin : Palaiseau (no 44/48), 1819 Description par Alfred Delvau, 1865 | Rive gauche Auj. : 1 et 2, avenue du Colonel-Henri-Rol-Tanguy (depuis 2007 ; anct. place Denfert-Rochereau) À l'est, le no 1 donne accès aux catacombes de Paris. À l'ouest, le no 2.                                                                        |
| 9 bis  | Barrière de Montrouge                 | (C) : 1854                                                                                 | Simple percement du mur d'enceinte Nombre d'employés (an VII) : sans objet Description par Alfred Delvau, 1865 | Rive gauche 1865 : « À la hauteur de la rue Campagne-Première, sur le bd d'Enfer ». Auj. : boulevard Raspail, boulevard Edgar-Quinet |
| 10     | Barrière (du) Montparnasse            | (C) : 1784-85 (S) : 1785                                                                   | Autre orthographe : Mont-Parnasse CNL (6/47) : deux bâtiments ayant chacun deux péristyles avec colonnes. Nombre d'employés (an VII) : 0 Dessins : Misbach, 1797, Palaiseau (no 43/48), 1819 Description par Alfred Delvau, 1865 | Rive gauche Auj. : Boulevard Edgar-Quinet, niveau rue du Montparnasse |
| 11     | Barrière du Maine                     | (C) : 1784-85 (S) : 1785 (D) : après 1859                                                  | CNL (7/47) : deux bâtiments avec colonnes et sculptures. Nombre d'employés (an VII) : 4 Dessin : Palaiseau (no 42/48), 1819 Description par Alfred Delvau, 1865 | Rive gauche Auj. : boulevard de Vaugirard, niveau avenue du Maine |
| 12     | Barrière des Fourneaux                | (C) : 1784-85 (S) : 1785 (H) : 1855 (D) : après 1859                                       | Noms successifs : 1. barrière de la Voirie 2. barrière des Fourneaux Autre nom : b. de Vanves. CNL (8/47) : deux bâtiments avec colonnes, et surmontés d'un tambour. Nombre d'employés (an VII) : 0 Dessin : Palaiseau (no 41/48), 1819 Dessin : Leymonnerye, 1860 Description par Alfred Delvau, 1865 | Rive gauche Auj. : boulevard Pasteur, niveau rue Falguière |
| 13     | Barrière de Vaugirard                 | (C) : 1784-85 (S) : 1785                                                                   | CNL (9/47) : deux bâtiments carrés. Nombre d'employés (an VII) : 3 Dessins : Misbach, 179?, Palaiseau (no 40/48), 1819, Ch. Ransonnette, 1853 (relative incohérence, à traiter) Description par Alfred Delvau, 1865 | Rive gauche Auj. : boulevard Pasteur, niveau rue de Vaugirard |
| 14     | Barrière de Sèvres                    | (C) : 1784-85 (S) : 1785                                                                   | Aucun bâtiment en 1836 2 bâtiments (en 1860, un seul subsiste) Type : « 4 faces identiques, un porche formé de 3 arcades sur colonnes géminées, étage en attique éclairé par 3 mezzanines ». Nombre d'employés (an VII) : 3 Dessin : Palaiseau (no 39/48), 1819 Description par Alfred Delvau, 1865 | Rive gauche Auj. : boulevard Pasteur, niveau rue de Sèvres |
| 15     | Barrière des Paillassons              | (C) : 1784-85 (S) : 1785 (H) : 1840                                                        | Autres noms : b. de l'Observatoire, b. Plumet. CNL (10/47) : bâtiment à deux façades avec arcades et colonnes. Nombre d'employés (an VII) : 0 Signalée en 1853 comme « ayant été murée » Dessin : Palaiseau (no 38/48), 1819 | Rive gauche Auj. : boulevard Garibaldi, niveau avenue de Ségur |
| 16     | Barrière de l'École-Militaire         | (C) : 1784-85 (S) : 1785 (D) : après 1859                                                  | CNL (11/47) : deux bâtiments ayant chacun un pavillon. Nombre d'employés (an VII) : 2 Dessin : Palaiseau (no 37/48), 1819 Description par Alfred Delvau, 1865 | Rive gauche 1865 : « Place Cambronne, dans l'axe de l'avenue de Lowendal, à la rencontre des rues de l'École et Croix-Nivert et des bds de Sèvres et de Grenelle ». Auj. : place Cambronne, niveau avenue de Lowendal                                        |
| 16 bis | Barrière de La Motte-Picquet          | (C)/(S) : 1840                                                                             | 2 pavillons (dessins de M. Jay) Nombre d'employés (an VII) : sans objet Description par Alfred Delvau, 1865 | Rive gauche 1865 : « À l'extrémité de l'avenue de La Motte-Piquet au point de jonction du bd de Meudon et du bd de Grenelle ». Auj. : boulevard de Grenelle, niveau avenue de La Motte-Picquet                                                               |
| 17     | Barrière de Grenelle                  | (C) : 1784-85 (S) : 1785                                                                   | Noms successifs : 1. barrière des Ministres (1792) 2. barrière de Grenelle. CNL (12/47) : deux bâtiments avec péristyle à pilastres carrés. Nombre d'employés (an VII) : 0 Dessins : Misbach, 179?, Palaiseau (no 36/48), 1819, in Georges Cain. Description par Alfred Delvau, 1865 | Rive gauche Auj. : boulevard de Grenelle, niveau rue de Lourmel |
| 18     | Barrière de la Cunette                | (C) : 1784-85 (S) : 1785                                                                   | Autre nom : b. du Bord-de-l'Eau. CNL (13/47) : un bâtiment à deux façades avec arcades, colonnes et fronton. Nombre d'employés (an VII) : 2 Dessin : Palaiseau (no 35/48), 1819 Description par Alfred Delvau, 1865 | Rive gauche 1865 : «À l'extrémité du quai de la Grenouillère (transformé depuis en quai d'Orsay)». Auj. : boulevard de Grenelle, niveau Quai Branly |
| 19     | Barrière de Passy                     | (C) : 1786-88 (S) : 1788 (D) : après 1859                                                  | Noms successifs : 1. barrière des Bons-Hommes, 2. barrière de la Conférence, 3. barrière de Passy Autre nom mentionné : b. de Versailles. CNL (14/47) : un bâtiment décoré de douze colonnes, deux arcs, quatre frontons ; et deux statues colossales représentant la Bretagne et la Normandie. Nombre d'employés (an VII) : 6 12 colonnes, 2 arcs et 4 frontons 2 statues : la Normandie et la Bretagne Dessins : Duplessi-Bertaux, 1791, Palaiseau (no 34/48), 1819, Civeton, 1829 Description par Alfred Delvau, 1865 | 1810-36 : quai de Billy Auj. : avenue de New-York (anciennement quai des Bons-Hommes), niveau rue Beethoven 48° 51′ 29″ N, 2° 17′ 17″ E |
| 19 bis | Barrière (de) Franklin                | (C) : 1836                                                                                 | Nombre d'employés (an VII) : sans objet Dessin : Leymonnerye, 1860 Description par Alfred Delvau, 1865 | 1810-36 : chemin de Ronde, rue des Bons-Hommes Auj. : niveau avenue des Nations-Unies (ouest) 48° 51′ 36″ N, 2° 17′ 22″ E |
| 19 ter | Barrière des Batailles                | (C) : 1852                                                                                 | Nombre d'employés (an VII) : sans objet Dessin : Leymonnerye, 1860 | Rive droite |
| 20     | Barrière Sainte-Marie                 | (C) : 1786-88 (S) : 1788 (H ou D) : 1830                                                   | Autres noms : b. de Chaillot, b. de Marly, b. du haut de Passy CNL (15/47) : deux bâtiments avec façades couronnées d'un cintre. Nombre d'employés (an VII) : 0 Remplacée en 1845 par la barrière d'Iéna Dessin : Palaiseau (no 33/48), 1819 Description par Alfred Delvau, 1865 | 1810-36 : chemin de Ronde, rue de Lubeck Auj. : avenue Paul-Doumer, rue Benjamin-Franklin 48° 51′ 42″ N, 2° 17′ 11″ E |
| 20 bis | Barrière (d')Iéna                     | (C) : 1845                                                                                 | Ouverte en 1845 pour remplacer la barrière Sainte-Marie (située plus au sud) 2 petits pavillons de M. Jay Nombre d'employés (an VII) : sans objet Description par Alfred Delvau, 1865 | Rive droite 1865 : « En face du pont d'Iéna » Auj. : place du Trocadéro-et-du-11-Novembre (centre) |
| 21     | Barrière de Longchamp                 | (C) : 1786-88 (S) : 1788                                                                   | Autre nom : b. de Chaillot CNL (16/47) : un bâtiment à quatre frontons et quatre arcades. Nombre d'employés (an VII) : 2 Dessin : Palaiseau (no 32/48), 1819 Description par Alfred Delvau, 1865 | 1810-1836 : rue de Longchamp, boulevard Sainte-Marie 1865 : « À l'extrémité de la rue de Longchamp, à l'endroit où aboutissent l'avenue de Saint-Denis et le boulevard de Passy. » Auj. : avenue Kléber, niveau rue de Longchamp 48° 51′ 54″ N, 2° 17′ 20″ E |
| 22     | Barrière des Réservoirs               | (C) : 1786-88 (S) : 1788 (H) : 1840 Réouv. : 1848                                          | Autres noms : b. de la Pompe, b. de la Pompe de Chaillot, b. du haut de Chaillot, b. des Bassins (p-ex. en 1819), b. du Banquet. CNL (17/47), bâtiment composé de quatre frontons surmontés d'un tambour. Nombre d'employés (an VII) : 0 Signalée en 1853 comme « ayant été murée » Dessins : Misbach, 179?, Palaiseau (no 31/48), 1819 Description par Alfred Delvau, 1865 | Rive droite Auj. : avenue Kléber, niveau impasse Kléber |
| 23     | Barrière de l'Étoile                  | (C) : 1786-88 (S) : 1788 (D) : après 1859                                                  | Noms successifs : 1. barrière de l'Étoile 2. barrière de Neuilly, Autres noms : b. des Champs-Élysées, b. de Saint-Germain. CNL (18/47) : deux bâtiments carrés ornés de vingt colonnes colossales (alternant cubes et cylindres), d'une corniche, quatre frontons et d'un couronnement circulaire. Nombre d'employés (an VII) : 6 Dessin : Civeton, 1829 Description par Alfred Delvau, 1865 | 1810-36 : avenue de Neuilly, boulevard extérieur Auj. : haut de l'avenue des Champs-Élysées, entre la rue de Presbourg et la rue de Tilsitt. 48° 52′ 24″ N, 2° 17′ 48″ E                                                                                     |
| 24     | Barrière du Roule                     | (C) : 1786-88 (S) : 1788 (D) : après 1859                                                  | Autre nom : barrière des Ternes CNL (19/47) : un bâtiment orné de quatre avant-corps, un couronnement et un dôme. Nombre d'employés (an VII) : 5 Dessin : Palaiseau (no 29/48), 1819 Description par Alfred Delvau, 1865 | 1810-36 : faubourg du Roule, boulevard extérieur Auj. : Place des Ternes, à l'extrémité du faubourg Saint-Honoré 48° 52′ 40″ N, 2° 17′ 53″ E |
| 25     | Barrière de Courcelles                | (C) : 1786-88 (S) : 1788 (D) : après 1859                                                  | CNL (20/47) : temple grec (pourtour orné de vingt-quatre colonnes) Nombre d'employés (an VII) : 0 Dessin : Palaiseau (no 28/48), 1819 Misbach Description par Alfred Delvau, 1865 | Rive droite Auj. : boulevard de Courcelles, niveau rue de Courcelles |
| 26     | Barrière de Chartres                  | (C) : 1787-90 (H) : 1804 Existe auj.                                                       | Autre nom : b. du parc Monceau. CNL (21/47) : rotonde surmontée d'un dôme ; ultérieurement, les colonnes ont été cannelées et la hauteur du dôme augmentée Nombre d'employés (an VII) : 0 À ne pas confondre avec la barrière de Monceau (no 27) Dessin : Palaiseau (no 27/48), 1819 Description par Alfred Delvau, 1865 | Rive droite Auj. : entrée du parc Monceau, niveau place de la République-Dominicaine |
| 27     | Barrière de Monceau                   | (C) : 1787 (S) : 1790 (D) : après 1859                                                     | Noms successifs : 1. barrière de Monceaux 2. barrière de Mousseaux Autres noms : b. de la Petite Pologne, Autres orthographes : b. des Mouceaux (ou de Mouceau) À ne pas confondre avec la barrière de Chartres (no 26), située parc Monceau. CNL (22/47) : bâtiment à deux péristyles avec colonnes en bossage. Nombre d'employés (an VII) : 3 Dessin : Palaiseau (no 26/48), 1819 Description par Alfred Delvau, 1865 | Rive droite Auj. : place Prosper-Goubaux, entre : - le boulevard de Courcelles - le boulevard des Batignolles |
| 27 bis | Barrière de la Réforme                | (C) : 1848                                                                                 | Nombre d'employés (an VII) : sans objet Description par Alfred Delvau, 1865 | Rive droite Auj. : boulevard des Batignolles, niveau rue de Rome |
| 28     | Barrière de Clichy                    | (C) : 1787 (S) : 1790 (D) : 1860                                                           | Noms successifs : 1. barrière de Clichy 2. barrière Fructidor (révolution) CNL (23/47) : un bâtiment avec deux péristyles de six colonnes chacun. Nombre d'employés (an VII) : 3 Dessins : Régnier, 1800, Palaiseau (no 25/48), 1819, Leymonnerye, 1860 Tableau : Horace Vernet, La Barrière de Clichy. Défense de Paris, le 30 mars 1814, 1820 Photos : Le Gray, 1850, Le Gray, 1850 Description par Alfred Delvau, 1865 | Rive droite Auj. : place de Clichy, niveau rue de Clichy |
| 29     | Barrière Blanche                      | (C) : 1787 (S) : 1790                                                                      | Noms successifs : 1. barrière de la Croix-Blanche 2. barrière de la Chaussée-d'Antin. 3. barrière Blanche CNL (24/47) : un bâtiment avec trois arcades au rez-de-chaussée. Nombre d'employés (an VII) : 0 Dessin : Anonyme, 1797, Leblanc, Palaiseau (no 24/48), 1819, Leymonnerye, 1860, Bourgeois Description par Alfred Delvau, 1865 | Rive droite Auj. : place Blanche, niveau rue Blanche |
| 30     | Barrière Pigalle                      | (C) : 1787 (S) : 1790                                                                      | Autres noms : b. Montmartre, b. Royale, b. de la Rue Royale. CNL (25/47) : bâtiment rectangulaire avec colonnes et massifs vermiculés. Nombre d'employés (an VII) : 0 Dessin : Palaiseau (no 23/48), 1819, Canella, 1823 Description par Alfred Delvau, 1865 | Rive droite Auj. : place Pigalle, niveau rue Pigalle |
| 31     | Barrière des Martyrs                  | (C) : 1786-88 (S) : 1790                                                                   | Noms successifs : 1. barrière des Porcherons 2. barrière Montmartre 3. barrière des Martyrs (vers 1750) 4. barrière du Champ de Repos (1793) 5. barrière des Martyrs (1806) 6. barrière de Clignancourt Autre nom : barrière de Montmartre. CNL (26/47) : un bâtiment carré présentant à la face occidentale un grand cintre soutenu par des pilastres. Nombre d'employés (an VII) : 2 Dessins : Misbach, 1797, Palaiseau (no 22/48), 1819, Leymonnerye, 1860 Description par Alfred Delvau, 1865 | 1810-36 : rue des Martyrs, boulevard extérieur Auj. : boulevard de Rochechouart, niveau rue des Martyrs 48° 52′ 55″ N, 2° 20′ 23″ E |
| 32 bis | Barrière de Rochechouart              | (C) : 1826                                                                                 | Bâtiment de 1826 Noms successifs : 1. barrière de Rochechouart 2. barrière du Télégraphe. Autre nom : b. de Clignancourt Nombre d'employés (an VII) : 2 Dessin : Trimolet, 1859, Leymonnerye, 1860 Description par Alfred Delvau, 1865 | 1810-36 : rue de Rochechouart, boulevard extérieur Auj. : boulevard de Rochechouart, niveau rue de Rochechouart 48° 53′ 00″ N, 2° 20′ 49″ E |
| 32 ter | Barrière Sainte-Anne                  | Projet non réalisé                                                                         | Il existe un projet monumental de CNL. Autre nom : barrière Poissonnière (estampe de Gaitte) | Rive droite Auj. : boulevard de Rochechouart, niveau rue Belhomme |
| 32     | Barrière Poissonnière                 | (C) : 1786-87 (S) : 1790                                                                   | Noms successifs : 1. barrière Poissonnière 2. barrière du Télégraphe 3. barrière Poissonnière À l'origine simple ouverture avec grille. Bâtiment datant de 1826 : Nombre d'employés (an VII) : 0 Description par Alfred Delvau, 1865 Dessin : Palaiseau (no 21/48), 1819 | Rive droite Auj. : boulevard de Rochechouart, niveau boulevard de Magenta |
| 33     | Barrière de la Chapelle               | (C) : 1786 (S) : 1788 (D) : après 1859                                                     | Noms successifs : 1. barrière Saint-Denis 2b. de la Franciade (révolution) 3. barrière de la Chapelle CNL (27/47) : un bâtiment à quatre façades, d'un attique et d'un couronnement. Nombre d'employés (an VII) : 6 Dessin : Palaiseau (no 20/48), 1819, Provost, 1848 Description par Alfred Delvau, 1865 | Rive droite 1865 : « Actuelle place de la Chapelle, à l'extrémité du faubourg Saint-Denis ». Auj. : boulevard de la Chapelle, niveau rue du Faubourg-Saint-Denis                                                                                             |
| 34     | Barrière des Vertus                   | (C) : 1786-88 (S) : 1788                                                                   | CNL (28/47) : un bâtiment avec deux péristyles et un fronton Nombre d'employés (an VII) : 0 Signalée en 1853 comme « ayant été murée » Dessins : Misbach, 1797, Palaiseau (no 19/48), 1819 Description par Alfred Delvau, 1865 | Rive droite Auj. : boulevard de la Villette, niveau rue du Château-Landon |
| 35     | Barrière de la Villette               | (C) : 1786-88 (S) : 1788 (D) : 1871 ou +                                                   | Noms successifs : 1. barrière de Senlis (jusqu'au 11 août 1798) 2. barrière de la Villette CNL (29/47) : deux guérites carrées identiques avec arcades, dont une seule a été terminé en 1820. Nombre d'employés (an VII) : 6 1836 : il ne reste qu'un bâtiment (celui de D. en entrant, appelé « bureau de la Villette »). Démolie après l'incendie (Commune, 1871) À distinguer de la rotonde de la Villette (no 36) Description par Alfred Delvau, 1865 : page 113 | Rive droite Auj. : place de la Bataille-de-Stalingrad, axe de la rue du Faubourg-Saint-Martin. |
| 36     | Barrière Saint-Martin                 | (C) : 1786-88 (S) : 1788 Existe auj.                                                       | Autre nom : barrière de la Rotonde-Saint-Martin CNL (30/47) : un monument, la Rotonde de la Villette ; ses quatre faces présentent chacune un péristyle en saillie, orné de huit pilastres carrés et isolés d'ordre toscan. L'étage circulaire placé au-dessus du soubassement se compose d'une galerie percée de vingt arcades supportées par quarante colonnes accouplées Dessins : Palaiseau (no 18/48), 1819, Civeton, 1829, Binelli, 1810 Description par Alfred Delvau, 1865 | Rive droite Auj. : Place de la Bataille-de-Stalingrad |
| 37     | Barrière de Pantin                    | (C) : 1786-88 (S) : 1788 (D) : 1871 ou +                                                   | CNL (31/47) : initialement deux guérites monumentales. Pavillon triangulaire avec trois péristyles et un dôme. Nombre d'employés (an VII) : 6 1836 : ne comprend plus qu'un pavillon (celui de G. en entrant) Démolie après l'incendie (Commune, 1871) Dessin : Palaiseau (no 17/48), 1819 Description par Alfred Delvau, 1865 | Rive droite Auj. : Place de la Bataille-de-Stalingrad, dans l'axe de la rue La Fayette |
| 37 bis | Barrière de la Boyauderie             | (C) : après 1820 ?                                                                         | Autres noms : b. de la Boyauterie, b. de la Butte-Chaumont. un bâtiment surmonté d'un dôme, et une guérite. Nombre d'employés (an VII) : 0 Description par Alfred Delvau, 1865 | Rive droite Auj. : place du Colonel-Fabien, extrémité sud de la rue Louis-Blanc |
| 38     | Barrière du Combat                    | (C) : 1786-88 (S) : 1788 (D) : 1871 ou +                                                   | Noms successifs : 1. barrière (de) Saint-Louis 2. barrière du Combat du Taureau 3. barrière du Taureau Autres noms : barrière de Meaux. Le nom se rapporte à des spectacles de combats d'animaux qu'on y donnait CNL (32/47) : un bâtiment surmonté d'un dome. Nombre d'employés (an VII) : 2 Démolie après les combats de la Commune (mai 1871) Dessin : Palaiseau (n° 16/48), 1819 Description par Alfred Delvau, 1865 | Rive droite 1865 : « À l'extrémité de la rue de la Grange-aux-Belles ». Auj. : place du Colonel-Fabien (ex-place du Combat), extrémité nord de la rue de la Grange-aux-Belles                                                                                |
| 39     | Barrière de la Chopinette             | (C) : 1787 (S) : 1789                                                                      | Autre nom : b. Saint-Laurent. CNL (33/47) : un bâtiment avec deux arcades, ornées chacune de six colonnes. Nombre d'employés (an VII) : 0 Dessin : Palaiseau (n° 15/48), 1819 Description par Alfred Delvau, 1865 | Rive droite 1865 : « À l'extrémité de la rue du Buisson-Saint-Louis ». Auj. : boulevard de la Villette, extrémité de la rue du Buisson-Saint-Louis |
| 40     | Barrière de Belleville                | (C) : 1786-88 (S) : 1789                                                                   | Noms successifs : 1b. de la Courtille 2. barrière de Belleville Autres noms : b. du Faubourg-du-Temple CNL (34/47), deux bâtiments avec colonnes et arcades. Nombre d'employés (an VII) : 3 Dessin : Palaiseau (no 14/48), 1819, Civeton, 1829 Description par Alfred Delvau, 1865 | Rive droite Auj. : boulevard de Belleville, niveau rue du Faubourg-du-Temple |
| 41     | Barrière de Riom                      | (C) : 1786-88 (S) : 1789                                                                   | Autres noms : b. de Ramponneau (ou Ramponeau), b. de l'Orillon, b. des Moulins Aucun bâtiment Signalée en 1853 comme « ayant été murée » Nombre d'employés (an VII) : 0 Description par Alfred Delvau, 1865 | Rive droite 1865 : « À l'extrémité de la rue de Riom, qui devint la rue de l'Orillon ». Auj. : boulevard de Belleville, niveau rue de l'Orillon |
| 42     | Barrière des Trois-Couronnes          | (C) : 1786-88 (S) : 1789                                                                   | CNL (35/47) : un bâtiment avec arcades et colonnes. Nombre d'employés (an VII) : 0 Dessin : Palaiseau (no 13/48), 1819 Description par Alfred Delvau, 1865 | Rive droite Auj. : boulevard de Belleville, niveau rue Jean-Pierre-Timbaud |
| 43     | Barrière de Ménilmontant              | (C) : 1786-88 (S) : 1788                                                                   | Autre nom : b. de la Roulette. Autre orthographe : Mesnilmontant CNL (36/47) : deux bâtiments à base rectangulaire et symétriques entr'eux, ornés chacun de trente-deux colonnes avec arcades. Nombre d'employés (an VII) : 3 Dessin : Palaiseau no 12/48), 1819 Description par Alfred Delvau, 1865 | Rive droite Auj. : boulevard de Belleville, niveau rue Oberkampf |
| 44     | Barrière des Amandiers                | (C) : 1786-88 (S) : 1788                                                                   | Autre nom : b. des Amandiers-Popincourt (1836) bâtiment rectangulaire surmonté d'un couronnement Nombre d'employés (an VII) : 2 Dessin : Palaiseau (no 11/48), 1819 Description par Alfred Delvau, 1865 | Rive droite Auj. : place Auguste-Métivier, axe de la rue du Chemin-Vert |
| 45 bis | Barrière de la Roquette               | (C) : 1820                                                                                 | Nombre d'employés (an VII) : sans objet Description par Alfred Delvau, 1865 | Rive droite Auj. : En face du cimetière du Père-Lachaise, niveau rue de la Roquette |
| 45     | Barrière d'Aunay                      | (C) : 1786-88 (S) : 1788                                                                   | Noms successifs : 1. barrière de la Folie-Regnault 2. barrière de Saint-André 3. barrière d'Aulnay Autres orthographes : Aunai, Aulnay CNL (37/47), bâtiment avec deux péristyles et quatre colonnes. Nombre d'employés (an VII) : 2 Dessin : Palaiseau (no 10/48), 1819 Description par Alfred Delvau, 1865 | Rive droite Auj. : boulevard de Ménilmontant, niveau rue du Repos |
| 46     | Barrière des Rats                     | (C) : 1786-88 (S) : 1788 (H ou D) : 1840                                                   | CNL (38/47) : deux bâtiments avec deux péristyles à quatre colonnes. Nombre d'employés (an VII) : 0 Dessin : Palaiseau (no 9/48), 1819 Description par Alfred Delvau, 1865 | Rive droite Auj. : boulevard de Ménilmontant, axe du boulevard de Charonne |
| 47     | Barrière de Fontarabie                | (C) : 1786-88 (S) : 1789                                                                   | Noms successifs : barrière de la Croix-Faubin barrière de Charonne barrière de Fontarabie (révolution) CNL (39/47) : un bâtiment à trois arcades. Nombre d'employés (an VII) : 3 Dessin : Palaiseau (no 8/48), 1819 Description par Alfred Delvau, 1865 | Rive droite Auj. : boulevard de Charonne, niveau rue de Charonne |
| 48     | Barrière de Montreuil                 | (C) : 1787-88 (S) : 1789                                                                   | CNL (40/47) : un bâtiment à deux faces ayant six colonnes à bossage. Nombre d'employés (an VII) : 3 Dessins : Misbach, 1797, Palaiseau (no 7/48), 1819 Description par Alfred Delvau, 1865 | Rive droite Auj. : boulevard de Charonne, niveau rue de Montreuil |
| 49     | Barrière du Trône                     | (C) : 1786-88 (S) : 1788 Existe auj.                                                       | Noms successifs : 1. barrière du Trône 2. barrière du Trône renversé (1793) Autre nom : barrière de Vincennes Autre orthographe : Thrône CNL (41/47) : deux pavillons symétriques à plan carré et porche soutenu par des pilastres, façades terminées par une corniche avec consoles, quatre frontons et un couronnement circulaire ; et deux colonnes sur guérites. Nombre d'employés (an VII) : 6 Sous Louis-Philippe, en 1845 : - les colonnes ont été ornées de bas-reliefs en partie inférieure, - la colonne nord (XIe) a été surmontée d'une statue de Saint-Louis, sculptée par Antoine Étex, - la colonne sud (XIIe) a été surmontée d'une statue de Philippe Auguste, sculptée par Auguste Dumont, Dessins : N.las Ransonnette, 1787, Misbach, 1798, Palaiseau (n° 6/48), 1819, Civeton, 1829 Description par Alfred Delvau, 1865 | Rive droite Auj. : à l'est de la place de la Nation, encadrant l'avenue du Trône, vers le cours de Vincennes Colonne nord : place des Antilles Colonne sud : place de l'Île-de-la-Réunion                                                                    |
| 50     | Barrière de Saint-Mandé               | (C) : 1786-88 (S) : 1788                                                                   | CNL (42/47) : un bâtiment avec deux façades. Nombre d'employés (an VII) : 0 Dessins : Misbach, 1797, Palaiseau (n° 5/48), 1819 Description par Alfred Delvau, 1865 | Rive droite Auj. : boulevard de Picpus, niveau avenue de Saint-Mandé |
| 51     | Barrière de Picpus                    | (C) : 1786-88 (S) : 1788                                                                   | Noms successifs : 1. barrière de Picpus 2. barrière de la Liberté (révolution). Autre nom : barrière des Poules Autre orthographe : b. de Pique-Puce, CNL (43/47) : Bâtiment cubique avec quatre péristyles et attique. Nombre d'employés (an VII) : 3 Dessins : Plan, Misbach, 1797, Palaiseau (no 4/48), 1819 Description par Alfred Delvau, 1865 | Rive droite 1865 : « À l'endroit où finit la rue de Picpus et où commence la rue de la Croix-Rouge ». Auj. : boulevard de Picpus et de boulevard de Reuilly, niveau rue de Picpus                                                                            |
| 52     | Barrière de Reuilly                   | (C) : 1786-88 (S) : 1788                                                                   | CNL (44/47) : une rotonde. Nombre d'employés (an VII) : 3 Dessins : Misbach, 179?, Palaiseau (n° 3/48), 1819 Description par Alfred Delvau, 1865 | Rive droite 1865 : « Au point de jonction de la rue de Reuilly et du bd de Charenton ». Auj. : boulevard de Reuilly, niveau place Félix-Éboué (centre) |
| 53     | Barrière de Charenton                 | (C) : 1786-88 (S) : 1788                                                                   | Autres noms : b. de Marengo (1800-1815), b. de la Grande-Pinte, b. de Rambouillet. CNL (45/47) : deux bâtiments ayant chacun deux péristyles et six colonnes. Nombre d'employés (an VII) : 3 Dessin : Palaiseau (no 2/48), 1819 Description par Alfred Delvau, 1865 | Rive droite 1865 : « À l'extrémité de la rue de Charenton, au point de jonction du bd de Charenton et du bd de Bercy». Auj. : boulevard de Reuilly, niveau rue de Charenton                                                                                  |
| 54     | Barrière de Bercy                     | (C) : 1786-88 (S) : 1788                                                                   | Autre nom : b. des Poules Autre orthographe : Berci CNL (46/47) : deux bâtiments à deux péristyles de six colonnes. Nombre d'employés (an VII) : 2 Dessins : Misbach, 1798, Palaiseau (no 1/48), 1819 Description par Alfred Delvau, 1865 | Rive droite Auj. : boulevard de Bercy, niveau place du Bataillon-du-Pacifique |
| 55 (1) | Barrière de la Rapée (1)              | (C) : 1786-88 (S) : 1788 (D) : avant 1810                                                  | Orthographe : Rapée ou Râpée CNL (47/47) : rotonde surmontant une croix grecque Nombre d'employés (an VII) : 3 Dessin : Misbach, 179? | Rive droite Auj. : boulevard de Bercy, niveau quai de Bercy |
| 55 (2) | Barrière de la Rapée (2)              | (C) : 1812 (D) : 1983                                                                      | Description par Alfred Delvau, 1865 | Rive droite Auj. : ex-no 12, quai de la Rapée, à cent mètres en aval de la première barrière |

### Iconographie des propylées de Ledoux[87]
- Ledoux. Seuls quelques-uns des bureaux et diverses variantes ont été gravés sous la direction de Ledoux pour son ouvrage L'Architecture.
- Antoine-Joseph Gaitte[88]. Vignettes de Gaitte, vers 1792 (?), éditeur qui s'est documenté auprès de Ledoux et montre les bureaux tels qu'ils auraient été sans les suppressions.
- Jacques-Guillaume Legrand et Charles-Paul Landon. Vignettes des Annales du Musée  et de la Description de Paris, premières années du XIXe siècle.
- J.-B. de Saint-Victor et Jean Lacroix de Marlès, Vignettes du Tableau historique et pittoresque de Paris, publié sous la Restauration.
- J.-L.-G.-B. Palaiseau. Gravures, 1819.
- Maréchal[Qui ?]. Dessins, contemporains de la construction.
- F.-A. Rateau[Qui ?]. Dessins.
- Misbach, Antoine-Nicolas et Sébastien-Joseph. Dessins, vers 1812, Bibliothèque nationale et musée Carnavalet.
- Léon Leymonnerye. Dessins, milieu du XIXe siècle.
- Hippolyte Bayard. Photographies.
- Charles Marville. Photographies.
- Auguste Gouviot. Photographies.

Les 273 dessins expédiés par Ledoux à Saint-Pétersbourg en 1789 pourraient avoir disparu dans l'incendie de la bibliothèque impériale.
Au cabinet des estampes de la Bibliothèque nationale sont entrés, mais n'ont pas été retrouvés :
1°) 63 feuilles de plans et dessins des barrières faisant partie du fonds J.-D. Antoine (Bibliothèque nationale Est Yb3 32)
2°) Un fonds de 66 pièces parmi lesquelles des dessins des barrières, acheté chez le marchand Dacquin le 8 février 1843, no 5531 du registre d'entrée.
La Bibliothèque historique de la Ville conserve un album des plans des barrières, auxquels sont adjointes deux élévations de la barrière d'Italie et de celle du Maine (Ms 28300.)

## Barrières de l'enceinte de Thiers
Parmi les 52 entrées routières ménagées dans l'enceinte de Thiers, 23 portaient le nom de « barrières », celles qui permettaient le passage des routes départementales. Les autres entrées étaient les 17 « portes » pour le passage des grandes routes et les 12 « poternes » pour le passage des chemins vicinaux. La liste des barrières de l'enceinte de Thiers est la suivante, en les rangeant selon leur place le long du tracé de l'enceinte (rive gauche, d'est en ouest : barrières 1 à 7 ; rive droite, d'ouest en est : barrières 8 à 23) :
1. Barrière de Bicêtre
2. Barrière d'Arcueil
3. Barrière de Montrouge
4. Barrière de Plaisance
5. Barrière de La Plaine
6. Barrière d'Issy
7. Barrière de Sèvres
8. Barrière du Point-du-Jour
9. Barrière de Neuilly
10. Barrière du Roule
11. Barrière de La Révolte[89]
12. Barrière de Villiers
13. Barrière de Courcelles
14. Barrière de Clignancourt
15. Barrière d'Aubervilliers
16. Barrière du Canal Saint-Denis
17. Barrière du Canal de l'Ourcq
18. Barrière de Pré-Saint-Gervais
19. Barrière de Ménilmontant
20. Barrière de Montreuil
21. Barrière de Saint-Mandé
22. Barrière de Picpus
23. Barrière de Bercy

## Sources
- Renaud Gagneux et Denis Prouvost, Sur les traces des enceintes de Paris. Promenades au long des murs disparus, Paris, Éditions Parigramme / Compagnie parisienne du livre, 2004 (ISBN 2-84096-322-1).
- Jacques Hillairet, Dictionnaire historique des rues de Paris, 2 vol., Les Éditions de Minuit, 1985.
- Alfred Delvau, Histoire anecdotique des Barrières de Paris, Paris, E. Dentu, 1865 (lire en ligne).
- Yvan Christ et Ionel Schein, L’Œuvre et les rêves de Claude-Nicolas Ledoux, Éd. du Minotaure, 1961 ; Chêne, 1971.
- Jean Valmy-Baysse, La curieuse aventure des boulevards extérieurs, Éditions Albin-Michel, 1950.
- Guy Le Hallé, Histoire des fortifications de Paris et leur extension en Île-de-France, Éditions Horvath, 1995 (ISBN 2717109250).
- Marcel Raval, Claude-Nicolas Ledoux 1756-1806, commentaires, cartes et croquis de J.-Ch. Moreux, Arts et Métiers graphiques, 1945.
- J.A. Dulaure, Histoire physique, civile et morale de Paris, nouvelle édition, en quatre tomes, chez Dutertre, 1853. Tome quatrième, p. 54-56 et 236-241.
- Cointeraux, Paris tel qu'il étoit à son origine, Paris tel qu'il est aujourd'hui, an VII. Voir le plan de Paris en 1798 : plan p. 122-128.
- Félix Lazare et Louis Lazare, Dictionnaire administratif et historique des rues de Paris et de ses monuments, 1844. En ligne sur gallica.fr
- Guy Arbellot, « Les barrières de l'an VII », Annales. Économies, Sociétés, Civilisations, vol. 30, no 4,‎ 1975, p.745-772 (lire en ligne).
- B. de Roquefort, Dictionnaire historique et descriptif des monuments religieux, civils et militaires de la ville de Paris où l’on trouve l’indication des objets d’art qu’ils renferment, avec des remarques sur les embellissements faits ou projetés, orné de dix gravures, chez Ferra jeune, 1836 ; article BARRIÈRES, p. 45-64. En ligne sur gallica.fr.
- Michel Gallet, « Ledoux et Paris », Cahiers de La Rotonde, no 3,‎ 1979 (ISBN 2-85738-001-1).
- Dessins des propylées de Paris, par Claude Nicolas Ledoux : 30 planches